# Dmitri Fjodorowitsch Lawrinenko

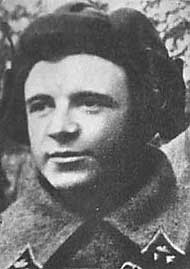
Lawrinenko im Jahr 1941

Dmitri Fjodorowitsch Lawrinenko (russisch Дмитрий Фёдорович Лавриненко; * 10. September 1914 in Besstraschnaja bei Jekaterinodar; † 18. Dezember 1941 in der Oblast Moskau) war ein sowjetischer T-34-Panzerkommandant während des Zweiten Weltkriegs. Er wurde aufgrund seiner Leistungen im Kampf gegen die deutsche Wehrmacht als Held der Sowjetunion ausgezeichnet.

## Leben
Lawrinenko arbeitete zunächst als Lehrer und trat 1934 freiwillig in die Rote Armee ein. Nach einem Jahr bei der Kavallerie kam er zur Panzerschule nach Uljanowsk, wo er 1938 seine Ausbildung abschloss. Nach Einsätzen gegen Polen im September 1939 (Ukrainische Front) und Bessarabien 1940 erhielt er 1941 mit der Invasion der deutschen Truppen ein Kommando in der 15. Panzerdivision. Während der Schlacht um Moskau diente er in der 4. Panzerbrigade. Er kommandierte einen T-34/76, der dem besten damaligen Panzer der Wehrmacht, dem Panzer IV, in Sachen Feuerkraft und Panzerung überlegen war.
Seine ersten drei Panzer-Abschüsse hatte er in der Umgebung von Orjol und Mzensk. Im Oktober 1941 werden Lawrinenko 16 Panzer in einem einzigen Gefecht zugeschrieben. Der letzte Abschuss gelang ihm an seinem Todestag, dem 18. Dezember 1941 bei Wolokolamsk.
Dmitri Lawrinenko fiel 1941 bei der Verteidigung Moskaus in der Division von General Iwan Panfilow. Posthum erhielt er zunächst den Leninorden. Erst 1985 wurde er mit dem höchsten sowjetischen Orden Held der Sowjetunion ausgezeichnet.
Mit insgesamt 52 Abschüssen, mehr als doppelt so viel wie der nächstbeste Rotarmist wird Dmitri Lawrinenko als erfolgreichster alliierter Panzerschütze des Zweiten Weltkriegs überhaupt bezeichnet. Gezählt werden dabei nicht nur Kampfpanzer, sondern alle Arten von Panzerfahrzeugen (siehe Liste von Kettenfahrzeugen der Wehrmacht), die er in seinen 28 Kämpfen ausschaltete. Dazu zählen auch Geschütze auf Selbstfahrlafetten wie das damalige Sturmgeschütz III, sowie Schützenpanzer wie Sd.Kfz. 250 und Sd.Kfz. 251.